# Pol (matematik)

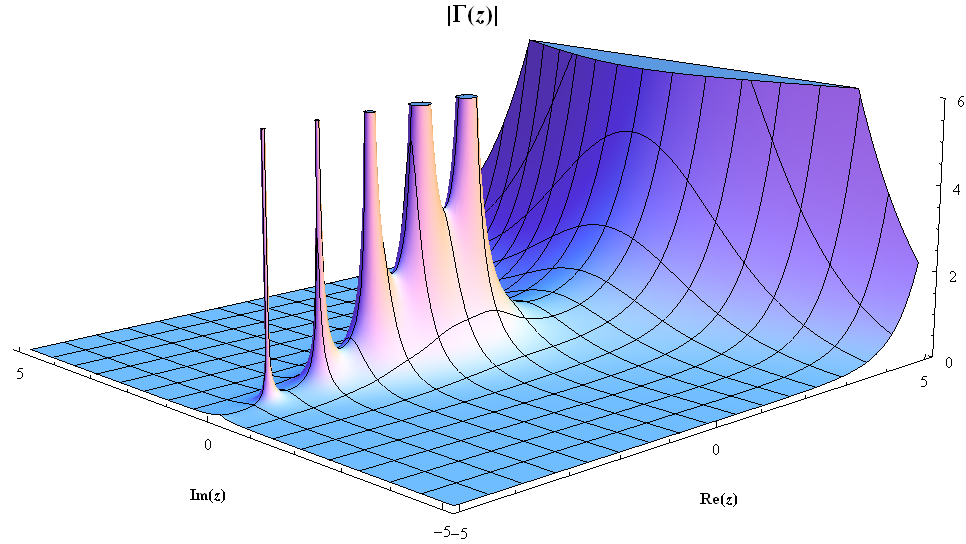
Gammafunktionens absolutvärde visar poler

En pol är inom komplex analys en isolerad singularitet med oändligt gränsvärde.

## Definition
Låt U vara en öppen delmängd av den komplexa kroppen och låt funktionen f : U \ {a} → ℂ, där a är en punkt i U, vara holomorf. Om det existerar en holomorf funktion g : U → ℂ och ett naturligt tal n sådana att
{\displaystyle f(z)={\frac {g(z)}{(z-a)^{n}}}}
så sägs f ha en pol av ordning n i a. Om n = 1 sägs polen vara en enkel pol.

## Exempel
För linjära bråk sker detta då nämnaren är lika med noll (om täljaren är skild från noll). Exempel:
{\displaystyle H\left(z\right)={\frac {1}{1-z}}}
H har en enkel pol i z = 1.

## Signalteori
Inom signalteori och reglerteknik är poler (och nollställen) viktiga.  Där beskriver man ofta ett system med överföringsfunktionen från dess insignals Laplacetransform till dess utsignals Laplacetransform.  Systemets dynamik avgörs av polernas placering.  Om ett system ska vara stabilt får det till exempel inte förekomma poler i högra halvplanet.